# I Don’t Wanna Cry
Az I Don’t Wanna Cry Mariah Carey amerikai énekesnő negyedik kislemeze bemutatkozó albumáról. A dal Carey negyedik listavezető dala lett az USA-ban, és az első három megjelent dalhoz hasonlóan elnyerte a BMI Pop Awardot, máshol azonban nem aratott nagy sikert. A mű egy lassú dal, egy szerelem elmúlásáról szól.

## Felvételek
Az I Don’t Wanna Cry volt Carey első kislemezen megjelent száma, melyet nem Ben Marguliesszel közösen írt. Társszerzőnek és producernek Narada Michael Waldent kérték fel, aki Whitney Houston befutásában is segédkezett. Carey félt attól, hogy emiatt Houstonhoz fogják hasonlítani (az albumot így is többen kritizálták azért, mert hasonlít Houston első két albumához). Szeretett volna a dal társproducere lenni, de a Sony/Columbia itt is megtagadta tőle a lehetőséget, ahogy a többi kislemeznél. Waldennek többször is vitába keveredtek a dalt illetően, nnek következtében Carey őt kedvelte a legkevésbé első albuma producerei közül.

## Fogadtatása
Az I Don’t Wanna Cry Carey negyedik listavezető száma lett a Billboard Hot 100 slágerlistán. Ezzel ő lett az egyetlen női előadó és az egyetlen szólóénekes, akinek első négy kislemeze felkerült a lista élére (rajta kívül addig csak a The Jackson 5-nak sikerült ez). Első albuma, a Mariah Carey is rekordot döntött, mert minden kislemez, ami az USA-ban megjelent róla, listavezető lett. (Az ötödik kislemez, a There’s Got to Be a Way csak Európában jelent meg.) A szám a listán töltött nyolcadik hetén ért fel az első helyre, ahol két hetet töltött 1991. május 19-étől június 1-jéig. Az Adult Contemporary listán ez lett Carey harmadik listavezető száma. Tizenhárom hétig maradt a Top 40-ben, és egyike volt annak a négy Carey-kislemeznek, melyek felkerültek 1991 év végi slágerlistájára (az I Don’t Wanna Cry a 26. helyre került).
Az USA-n kívül az album egyik legkevésbé sikeres kislemeze lett, Ausztráliában nem került be a Top 40-be, Kanadában pedig ez lett az első kislemeze, ami nem került be a Top 5-be (bár a Top 10-be igen). Az Egyesült Királyságban nem jelent meg a kislemez, itt a There’s Got to Be a Way volt az album negyedik kislemeze.

## Videóklip
A dal videóklipjét Larry Jordan rendezte. Bár Carey magát a dalt nem kedveli különösebben, a klipet igen, mert ez volt az első klip, ahol engedték neki, hogy érzékibbre vegye a figurát. Az első albumról ez lett az egyetlen videóklip, mely felkerült az 1999-ben megjelent #1's DVD-re, mert az előző három nem tetszett neki különösebben. A klipnek létezik egy másik változata is, mely az 1991-es The First Vision című videókazettán jelent meg.

## Változatok
- USA kislemez (CD, kazetta, 7" kislemez)

1. I Don't Wanna Cry (album version)
2. You Need Me (album version)

## Helyezések
| Slágerlista (1991)                             | Legmagasabb helyezés | Hányadik listavezető |
| ---------------------------------------------- | -------------------- | -------------------- |
| USA Billboard Hot 100                          | 1 (2 hétig)          | 4.                   |
| USA Billboard Hot R&B/Hip-Hop Singles & Tracks | 2                    | –                    |
| USA Billboard Adult Contemporary               | 1 (1 hétig)          | 3.                   |
| USA ARC Weekly Top 40                          | 1 (2 hétig)          | 4.                   |
| Ausztrál ARIA kislemezlista                    | 49                   | –                    |
| Fülöp-szigeteki kislemezlista                  | 1                    | 3.                   |
| Izraeli kislemezlista                          | 11                   | –                    |
| Kanadai kislemezlista                          | 7                    | –                    |